# Larry Ellison
Lawrence Joseph  Ellison (Nova York, 17 de agosto de 1944) é um empresário norte-americano, co-fundador e diretor executivo da Oracle Corporation.
Em março de 2016, a Forbes o classifica como a  pessoa mais rica do planeta com um patrimônio líquido estimado em 50 bilhões de dolares.
Em 2022,  com um patrimônio líquido de US$ 101 bilhões figurou em quarto lugar na lista anual da Forbes dos 400 americanos mais ricos.

## Biografia
Com nove meses contraiu pneumonia e a mãe, na altura com 19 anos, entregou Lawrence aos tios-avós para que estes o criassem. O futuro bilionário passou a viver em Chicago e só aos doze anos veio a saber que era adotado.
Nos seus anos de estudante, Lawrence mostrou aptidões para Matemática e Ciências e chegou a ser eleito o melhor aluno do ano desta última disciplina na Universidade de Illinois. Quando estava a fazer os exames finais do segundo ano, a mãe adotiva morreu e ele abandonou a universidade. No ano seguinte, inscreveu-se na Universidade de Chicago, mas deixou a instituição no final do primeiro semestre, o que levou o pai adotivo, com quem tinha algumas desavenças, a achar que ele não tinha futuro.
Ellison, amante do desporto, dedica-se a atividades como o surf, o ciclismo de montanha, navegação, entre outras. Contudo, acabou por se machucar diversas vezes, tendo passado por várias cirurgias. Também é amante de tênis e hoje é dono do torneio Masters 1000 de Indian Wells na Califórnia.
Tem dois filhos, David Ellison e Megan Ellison, ambos produtores de cinema.

## A Oracle
Confiante nos conhecimentos de informática adquiridos na Universidade de Chicago, aos 25 anos partiu para Berkeley, na Califórnia, onde durante oito anos saltou de emprego para emprego. Um dos postos que arranjou foi o de programador  na Ampex, onde construiu uma completa base de dados para a CIA chamada Oracle.
Em 1977, em parceria com um antigo supervisor da Ampex chamado Robert Miner, fundou a Software Development Labs. A dupla aproveitou um conceito que a IBM não quis explorar e montou uma base de dados compatível com centrais de computadores e diversos terminais em simultâneo. Nessa altura renomeou a empresa para Oracle e encontrou os dois primeiros clientes: uma base da força aérea dos Estados Unidos e a CIA.
A partir de 1980 e durante sete anos a Oracle duplicou anualmente as suas vendas. Entretanto, em 1986 a empresa entrou na bolsa e, quatro anos depois, passou por uma fase de grandes perdas que quase a deixou na bancarrota. Para dar a volta à situação, Ellison substituiu os seus jovens gestores por outros mais profissionais e experientes. Dessa forma, pôde passar a dedicar-se em exclusivo ao desenvolvimento de produtos informáticos. A nova versão da base de dados foi um sucesso e permitiu à empresa recuperar em dois anos o valor que tinha antes da crise de 1990.
A Oracle entrou noutra fase de grande crescimento e passou a ter como clientes bancos, companhias aéreas, de automóveis e grande empresas do comércio varejista. A companhia de Ellison beneficiou ainda do crescimento do comércio eletrônico, permitindo ao milionário sonhar com o objectivo de ultrapassar a Microsoft. A Oracle chegou a líder mundial do mercado de software de gestão de informação e ao segundo lugar na lista de empresas independentes de software.
Em setembro 2014, Elisson deixou o cargo de único CEO da Oracle, entretanto ele permanecerá como Chairman do conselho e Executivo-chefe de tecnologia.